# Меланіт
Меланіт (рос. меланит; англ. melanite; нім. Melanit m) — мінерал, темний, майже чорний титанистий андрадит, в якому (NaTi4+) заміщують (CaFe3+).

## Загальний опис
Сингонія кубічна.
Гексоктаедричний вид.
Утворює ідіоморфні кристали, зерна та їх скупчення.
Густина 3,8-4,2.
Зустрічається в магматичних породах — нефелінових сієнітах, фонолітах.
Знахідки: Ейфель і Баден (ФРН), шт. Арканзас (США), Республіка Саха, Кольський півострів (РФ). В Україні знайдений на Волині.
Від грецьк. «мелас» — чорний (A.G.Werner, 1800).
Синонім — ґранат танталовий, шорломіт.